# Thảo Vân
Thảo Vân (tên thật là Nguyễn Thị Thảo, sinh ngày 21 tháng 8 năm 1970 tại Lạng Sơn) là một người dẫn chương trình nổi tiếng gắn liền với chương trình Gặp nhau cuối tuần và Táo Quân của Đài Truyền hình Việt Nam (VTV3) và hiện bà là Chủ tịch Công đoàn Đại học Quốc gia Hà Nội.

## Tiểu sử
Thảo Vân sinh ra và lớn lên tại thành phố Lạng Sơn, tỉnh Lạng Sơn trong một gia đình có 8 anh chị em, trong đó có anh trai nguyên là cán bộ phòng Tổ chức - cán bộ, Công an tỉnh Lạng Sơn. Năm 1980, bà học lớp 3 tại Trường Phổ thông cơ sở Kỳ Lừa (nay là Trường THCS Hoàng Văn Thụ, thành phố Lạng Sơn). Bà được nhà báo Ngô Văn Học (sau này là Đại tá) tuyển về Đội văn nghệ của sư đoàn 337, Quân khu 1.

## Sự nghiệp
Năm 1983, Thảo Vân cùng Đội văn nghệ của trường Phổ thông cơ sở Kỳ Lừa lên Cao Lâu, Xuất Lễ biểu diễn cổ động tinh thần các chiến sĩ trong chiến tranh biên giới. Sau một vài lần biểu diễn cùng Đoàn văn nghệ của Quân khu 1 cố được thì NSƯT Quế Loan tuyển vào với đặc cách phong hàm Thiếu uý. Tuy nhiên, khi nhận giấy báo trúng tuyển thẳng vào Đại học Sư phạm Ngoại ngữ, Thảo Vân xuống Hà Nội đi học. Thời sinh viên, bà từng đoạt 7 huy chương Vàng cuộc thi giọng hát hay sinh viên Hà Nội.
Sau khi thi Liên hoan Tiếng hát sinh viên, đoạt huy chương Vàng thì bà được nhạc sĩ Trương Ngọc Ninh mời gia nhập ban nhạc Hoa Sữa và trở thành ca sĩ duy nhất của ban nhạc trong một thời gian. Bà tập các ca khúc của Vũ Quang Trung và song ca cùng Anh Quân, từng quay một chương trình để phát sóng trên truyền hình. Sau này, bà không theo ngành âm nhạc nhưng từng tham gia dẫn dắt một số chương trình âm nhạc như Làn Sóng Xanh.

## Các chương trình đã dẫn
- Gặp nhau cuối tuần (2000 - nay)
- Gặp nhau cuối năm (2003 - nay)
- Gala Cười
- Chương trình Tôi và chúng ta
- Chương trình Rubic online
- Chương trình Vui - Khoẻ - Có ích (2005 - 2021)
- Chuyện đêm muộn
- Quý hơn vàng
- Hiểu về trái tim
- Trò chơi âm nhạc
- Và các chương trình của Đài Truyền hình Việt Nam (VTV), Trung tâm Phim Truyền hình Việt Nam (VFC), Đài Truyền hình Kỹ thuật số (VTC), cùng các chương trình, sự kiện do các cơ quan, tổ chức, doanh nghiệp trong và ngoài nước tổ chức.
- Gặp gỡ diễn viên truyền hình 2018
- Gặp gỡ diễn viên truyền hình 2019
- Dạ hội Cựu sinh viên Thủ đô 2022 (cùng với Đinh Tiến Dũng)
- Ký ức vui vẻ (mùa 4)

## Khách mời
- Vì bạn xứng đáng
- Ký ức vui vẻ
- Lối ra
- Ghế không tựa

## Phim
- Canh bạc (1991) vai nữ sinh viên
- Nhà trọ Balanha (2020) vai MC
- Sao Kim bắn tim sao Hoả (2024) vai chủ trọ

## Đời tư
Thảo Vân đã từng kết hôn với NSND Công Lý từ năm 2004 và chia tay đến năm 2010. 2 người có 1 con chung tên Gia Bảo (tên biệt danh là Tít) và sống ở với mẹ.
Năm 2014, Thảo Vân tiết lộ mình bị mắc chứng bệnh "teo thuỳ não" sớm.